# مزار کبودانی
مجموعه تاریخی مزار کبودانی مربوط به دوره تیموریان است و در شهرستان خواف، روستای لاج واقع شده و این اثر در تاریخ ۵ آذر ۱۳۸۰ با شمارهٔ ثبت ۴۴۵۹ به‌عنوان یکی از آثار ملی ایران به ثبت رسیده است.